# Esperanza Aguirre
Esperanza Fuencisla Aguirre y Gil de Biedma (Madrid, 3 gennaio 1952) è una politica spagnola.
È membro del Partito Popolare della Comunità di Madrid, di cui è stata presidente.

## Biografia
Fece parte, da giovane, del Club Liberale di Madrid, presieduto dal cattedratico di Storia delle dottrine economiche dell'università Complutense di Madrid, Pedro Schwartz. Quest'ultimo fomentatore di Union Liberal era all'epoca uno dei pochi rappresentanti del liberalismo classico in Spagna, e che impulsò l'entrata di Esperanza Aguirre in politica nel 1983. Da quel momento nella sua carriera politica, di quasi 25 anni, ha difeso posizioni liberali, nonostante non abbia mai fatto parte di partiti riconosciuti dall'Internazionale Liberale.
Durante la transizione democratica ha militato in Union Liberal, nel Partito Liberale e dal 1987 in Alianza Popular, che cambiò il proprio nome in Partido Popular nel 1989, di cui è stata una delle principali esponenti.
È stata la prima donna a divenire presidente del Senato di Spagna (1999-2002).
Dal 2003 al 2012 è stata presidente della Comunità Autonoma di Madrid.

## Vita privata
Nel 1974, Aguirre si è sposata con Fernando Ramírez de Haro, conte di Bornos e di Murillo, Grande di Spagna. La coppia ha due figli: Fernando (nato nel 1976) e Alvaro (nato nel 1980).